# Bautrocknung
Bautrocknung ist das Trocknen eines Bauwerks. Dies umfasst das Austrocknen der durch den Bauprozess eingebrachten Baufeuchte wie auch das Trocknen von nachträglich eingedrungenem Wasser. Dies kann sowohl die Austrocknung von Neubaufeuchte als auch die Beseitigung von Feuchtigkeitsschäden betreffen. Verschiedene Verfahren und Techniken kommen dabei zum Einsatz, die sich in ihrer Funktionsweise und ihren Anwendungsbereichen unterscheiden.

## Ursachen für Feuchtigkeit
Ursachen der Baufeuchte sind beispielsweise:
- überschüssiges Mörtelwasser
- durch Abbindevorgänge frei gewordenes Wasser
- Wasseraufnahme der Baustoffe bei feuchter Lagerung

Ursachen für das Eindringen von Wasser sind vielfältig, beispielsweise:
- bei Rohbauten mit fehlendem Dach oder Fenstern das Eindringen oder Einwehen von Niederschlägen
- bei schadhaftem Dach das Einsickern von Niederschlägen
- nach einer Überschwemmung, das Oberflächenwasser oder der gehobene Grundwasserspiegel werden am tiefsten offenen Punkt eindringen (Brunnenschacht, Abflüsse, Kellerfensterschacht) und zuerst den Keller überfluten
- Beschlag kalter Kellerwände nach Kondensation aus der Luftfeuchtigkeit oder nach Absetzen von Nebeltröpfchen
- durch aufsteigende Feuchtigkeit (kapillarer Feuchtigkeitstransport)
- nach Diffusion  der Luftfeuchte und Kondensation im Bauteil.
- Bauschäden (Rohrbrüche, undichte Leitungen und bei Fugen oder Rissen einsickerndes Wasser)
- hygroskopische Wasseraufnahme
  - Adsorption und Absorption  mit Diffusion (siehe auch  Diffusionswiderstand)
- Einpressung feuchter Luft durch Windlasten
- wandinhärente (anhaftende) Feuchtigkeit

## Verfahren und Techniken
Die Wahl des geeigneten Trocknungsverfahrens hängt von verschiedenen Faktoren ab, wie der Art und dem Ausmaß der Feuchtigkeit, den Umgebungsbedingungen, dem zu trocknenden Material und den Kosten.

### Lüftung

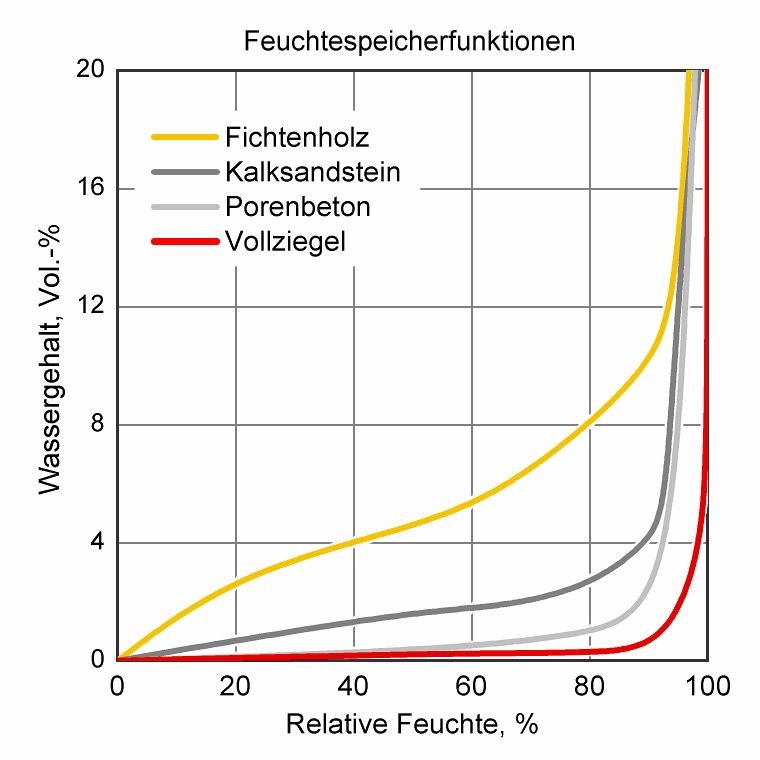
Feuchtigkeitspeicherfunktionen für einige Baumaterialien

Die einfachste Methode der Bautrocknung ist die Lüftung. Durch regelmäßiges Lüften wird feuchte Luft aus dem Gebäude abtransportiert und durch trockene Luft ersetzt. Die Effektivität der Lüftung hängt von verschiedenen Faktoren ab, wie der Luftfeuchtigkeit, der Temperatur und der Windstärke. Sie ist besonders effektiv in Kombination mit anderen Trocknungsverfahren.
Ein vorzeitiges Aufbringen von wasserdampfsperrenden oder -behindernden Materialien wie beispielsweise Wärmedämmung, Bodenbeläge wird das Austrocknen verzögern.
Abhängig ist die Verdunstung hauptsächlich von folgenden Faktoren:
- Lufttemperatur
- Luftfeuchtigkeit
- Sonneneinstrahlung (Jahreszeit)
- Windstärke bzw. bedingt auch Windrichtung
- Oberflächenbeschaffenheit (Bodentyp usw.) und Vegetation
- Wassergehalt des Bodens bzw. Niederschlagsmenge

Einsatzgebiete:
- Austrocknung von Neubauten
- Unterstützung anderer Trocknungsverfahren

Vorteile: kostengünstig, umweltfreundlich
Nachteile: langsame Trocknung, wetterabhängig, nicht für alle Feuchtigkeitsarten geeignet
Ausschlaggebend für die Trocknung sind weniger die Temperatur der zur Trocknung verwendeten Luft, sondern die Wasseraufnahmefähigkeit der Luft, also die relative Luftfeuchtigkeit, der Winddruck (der angefeuchtete Luft fortwehen kann und für frische trockene Luft sorgen kann) und die Meereshöhe (da der Luftdruck mit zunehmender Höhe sinkt, sinkt auch der Siedepunkt um etwa ein Grad pro 300 Höhenmeter, bei Verdunstung der Partialdruck).

### Kondensationstrocknung
Bei der Kondensationstrocknung wird die feuchte Luft über einen Kühlkörper geleitet, an dem der Wasserdampf kondensiert und als Wasser abgeschieden wird. Kondensationstrockner sind energieeffizient und einfach zu handhaben.
Funktionsweise: Ein Ventilator saugt die feuchte Luft an. Die Luft wird über einen kalten Kühlkörper geleitet. Der Wasserdampf in der Luft kondensiert. Das Wasser wird in einem Behälter gesammelt. Die trockene Luft wird abgegeben.
Vorteile: energieeffizient, leise, einfache Handhabung
Nachteile: Effektivität nimmt bei niedrigen Temperaturen ab, begrenzte Entfeuchtungsleistung

### Adsorptionstrocknung
Die Adsorptionstrocknung nutzt hygroskopische Materialien (Trockenmittel), die die Feuchtigkeit aus der Luft binden.
Funktionsweise: Feuchte Luft wird durch ein Trockenrad mit hygroskopischem Material (z. B. Silikagel) geleitet. Die Feuchtigkeit wird an der Oberfläche des Trockenmittels gebunden. Das Trockenmittel wird durch erwärmte Regenerationsluft getrocknet und kann die Feuchtigkeit wieder aufnehmen.
Vorteile: hohe Entfeuchtungsleistung, temperaturunabhängig
Nachteile: hoher Energieverbrauch, Abluftanschluss erforderlich

### Vakuumtrocknung
Die Vakuumtrocknung ermöglicht die Trocknung von Materialien unter reduziertem Druck (Vakuum). Durch das Vakuum wird der Siedepunkt des Wassers herabgesetzt, wodurch die Trocknung bei niedrigeren Temperaturen erfolgen kann.
Funktionsweise: Das Material wird in eine Vakuumkammer gegeben. Die Luft wird abgesaugt. Das Material wird erwärmt. Die Feuchtigkeit verdampft (Verdampfen). Der Wasserdampf wird abgesaugt.
Vorteile: schonende Trocknung, kurze Trocknungszeiten, hohe Produktqualität
Nachteile: hoher Investitionsaufwand, komplexere Prozessführung

### Trocknung mit Infrarot-Heizplatten
Bei der Trocknung mit Infrarot-Heizplatten wird Infrarotstrahlung zur Erwärmung und Trocknung von Materialien eingesetzt. Die Infrarotstrahlung dringt in das Material ein und erwärmt es von innen heraus, wodurch die Feuchtigkeit verdampft.
Funktionsweise: Infrarot-Heizplatten emittieren Strahlung (Wärmestrahlung). Das Material absorbiert die Strahlung und erwärmt sich. Die Feuchtigkeit verdampft.
Vorteile: schnelle Trocknung, energieeffizient, gleichmäßige Trocknung
Nachteile: eingeschränkte Eindringtiefe, Oberflächenerwärmung kann zu Schäden führen